# ISO 3166-2:BZ

Mapa administrativního členění státu Belize

Kódy ISO 3166-2 pro Belize identifikují 6 distriktů (výraz distrikt lze volně přeložit jako kraj nebo okres). První část (BZ) je mezinárodní kód pro Belize, druhá část sestává ze dvou nebo tří písmen identifikujících kraj.

## Seznam kódů
| kód    | distrikt    | hlavní město  |
| ------ | ----------- | ------------- |
| BZ-BZ  | Belize      | (Belize City) |
| BZ-CY  | Cayo        | (Belmopan)    |
| BZ-CZL | Corozal     | (Corozal)     |
| BZ-OW  | Orange Walk | (Orange Walk) |
| BZ-SC  | Stann Creek | (Dangriga)    |
| BZ-TOL | Toledo      | (Punta Gorda) |